# X-wing fighter
O caça estelar X-wing é um nome aplicado a uma família de naves espaciais fictícias fabricadas pela Corporação Incom  da franquia Star Wars. Nomeado para a forma distinta feita quando seus s-foils (asas) estão em posição de ataque, o X-wing era uma classe de caça estelar usada pela Aliança Rebelde em seu conflito com o Império Galáctico . Ele fez sua estreia no teatro, como o modelo T-65B, em Star Wars (1977) como a espaçonave pilotada por Luke Skywalker e o Esquadrão Vermelho quando Luke destruiu a Estrela da Morte. O caça estelar apareceu extensivamente na trilogia original de Star Wars e no Universo Expandido que se seguiu.
Começando com O Despertar da Força (2015), um novo modelo de X-wing foi introduzido e passou a desempenhar um papel proeminente na trilogia da sequência de Star Wars . O T-70 X-wing, pilotado pela Resistência em sua luta contra a Primeira Ordem, é descrito como o sucessor do T-65. Embora descrito como uma melhoria em relação ao original, na literatura expandida este novo X-wing é considerado desatualizado, tendo sido substituído pelo T-85 X-wing na frota da Nova República. O T-85 X-wing fez sua primeira aparição na série de TV Star Wars a Resistencia  (2018).

## Representação
De acordo com o cânone de Star Wars, o T-65B X-wing foi produzido pela Corporação Incom , que já havia fornecido caças  para a República Galáctica durante as Guerras Clônicas. Quando o Império Galáctico ordenou que produzissem um novo caça estelar para a Marinha Imperial, os engenheiros da Incom se inspiraram em seu trabalho anterior para criar o X-wing. A produção já estava em andamento, no entanto, quando a politicagem resultou na escolha do Império, em vez de ir com o caça TIE da Sistemas de Frota Sienar. Diante de uma superprodução de caças estelares caros, um novo mercado foi encontrado quando agentes da Aliança Rebelde contataram a Incom sobre a aquisição de seu projeto de asas-X, com o qual a Incom concordou ansiosamente. O X-wing rapidamente se tornou um símbolo da Rebelião graças ao seu uso em várias vitórias espetaculares e ao papel que desempenhou na derrota do Império. Após a derrota do Império, os caças X-wing se tornaram um grampo da frota da Nova República e mais tarde da Resistência, com a Incom fornecendo modelos T-70 e T-85 atualizados.
Comparado ao caça TIE, o X-wing é considerado mais lento e menos manobrável no espaço, mas possui um poder de fogo superior, defesas, capacidade de manobra atmosférica e um hiperpropulsor supraluminal . Seus quatro canhões de laser podem ser disparados individualmente, em pares ou todos de uma vez, e cada lançador pode carregar até três torpedos de prótons . Além de escudos defletores, o X-wing possui um casco blindado de liga de titânio, contramedidas eletrônicas e cabine blindada. Um amortecedor de inércia protege o piloto a partir de alta g manobras, quando um  repulsor anti-gravidade prevê voo em atmosferas planetárias.
As distintas folhas de ataque do T-65B X-wing ou "S-foils" são abertas e fechadas por poderosos servo motores na espaçonave. Quando na posição aberta ou de 'ataque', eles forneceram um maior alcance de fogo para os canhões de laser montados na extremidade de cada asa. Eles também servem para distribuir energia para aumentar a blindagem do defletor, dissipar o calor residual e funcionar como superfícies estabilizadoras durante viagens aéreas.
Em vez de um sistema de navegação dedicado, o X-wing usa um andróide astromecânico (como R2-D2 ) que se encaixa em um encaixe atrás da cabine. O andróide pode conter até 10 coordenadas de hiperespaço, fazer pequenos reparos na nave e assumir o controle total do asa-X, se necessário. Tal como acontece com o assento ejetável do piloto, uma carga explosiva pode ejetar o androide do asa-X em uma emergência.